# Brij Bhushan Kabra
Brij Bhushan Kabra (Hindi बृज भूषण काबरा Bṛj Bhūṣaṇ Kābrā; * 1937 in Jodhpur; † 12. April 2018) war ein indischer Gitarrist.

## Leben
Kabra lernte auf einer Geschäftsreise in Kalkutta die Hawaiigitarre kennen, die in den 1940er Jahren von dem hawaiianischen Musiker Tau Moe nach Indien gebracht worden war und dort bald an Popularität gewann. Kabra modifizierte das Instrument so, dass es für die Interpretation klassischer indischer Musik geeignet wurde, und nahm Unterricht bei dem Sarodmeister Ali Akbar Khan. Berühmt wurde er mit dem 1968 aufgenommenen Album Call of the Valley, das er mit dem Santurspieler Shivkumar Sharma und dem Flötisten Hariprasad Chaurasia aufnahm.
Insgesamt spielte Kabra mehr als fünfzig Alben ein. In seinen späteren Jahren befasste er sich auch mit der Meditation mit Musik und der Musikerziehung von Kindern. Seine Nachfolge trat sein Schüler Debashish Bhattacharya an. 2018 starb Kabra an einem Herzinfarkt.

## Auszeichnungen
Ausgezeichnet wurde er mit dem Gujarat State Award (1980), dem Rajasthan Sangeet Natak Akademi Award (1983) und mit dem Sangeet Natak Akademi Award (1985 und 2005).

## Diskographie
- Exotic Sounds on Guitar
- Sitar-Guitar Duet
- The Master’s Touch
- Two Raga Moods on Guitar
- Call of the Valley
- The Magic of Music: Guitar and Tabla
- Jugalbandi Duet for Violin and Guitar – Raga Bageswari
- Lure of the Desert
- Till Death do us Part
- Gat
- Raag Jhinjhot
- Raag Maru Bihag
- Love’s Dawn
- Raga Maru Vihag
- Season of Life
- Raga Jhinjhoti
- Morning to Midnight Ragas
- Season of Life
- Music for Relaxation
- Scaling New Horizons With Guitar
- Mezmerizing Maestros
- Gift of India
- Bageshree – Pandit Shivkumar Sharma – Pandit Brij
- Brij Bhushan Kabra
- Raga Bageshri with Pt Shiv Kumar Sharma